# Pierino Baffi

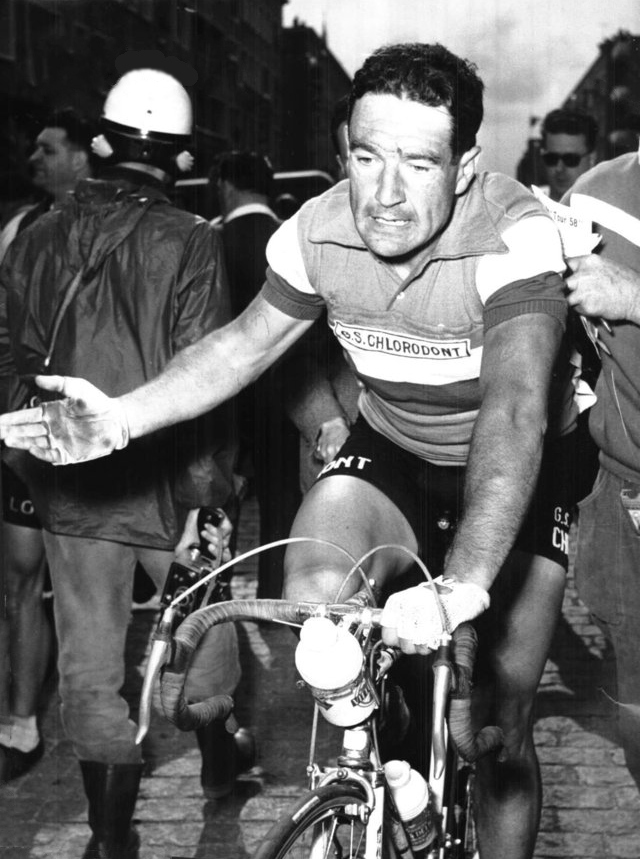
Pierino Baffi al 1958

Pierino Baffi (Vailate, Llombardia, 15 de setembre de 1930 - Bèrgam, 27 de març de 1981) va ser un ciclista italià que fou professional entre 1953 i 1966. Al llarg de la seva carrera esportiva aconseguí una setantena de victòries, entre les quals destaquen cinc etapes del Tour de França, quatre de la Volta a Espanya i quatre del Giro d'Itàlia.
El 1958 fou el segon corredor de la història del ciclisme a guanyar almenys una etapa en les tres grans voltes el mateix any, després que Miquel Poblet ho aconseguís el 1956. Des d'aleshores sols Alessandro Petacchi ha aconseguit aquesta fita, el 2003. És l'únic dels tres que va finalitzar les tres grans voltes aquell any.
És el pare d'Adriano Baffi, ciclista professional de 1985 a 2002.

## Palmarès
- 1954
  - 1r al Giro de la Província de Bèrgam
  - 1r al Gran Premi de Paganini
  - 1r al Gran Premi de Rivarolo
  - 1r al Premi d'Abbiategrasso
- 1955
  - Vencedor de 2 etapes a la Volta a Espanya
  - 1r de la Copa de la Gennari
  - 1r de la Copa de la Província de Bèrgam
  - 1r de la Copa de Tessile
  - 1r del Gran Premi Livraga
  - 1r del Gran Premi de Rivarolo
  - 1r del Premi de Roccabianca
- 1956
  - Vencedor d'una etapa al Giro d'Itàlia
  - 1r de la Milà-Vignola
  - 1r del Giro de la Romanya
  - 1r del Premi de San Pellegrino
- 1957
  - Vencedor de 2 etapes al Tour de França
- 1958
  - Vencedor de 3 etapes al Tour de França
  - Vencedor d'una etapa al Giro d'Itàlia
  - Vencedor de 2 etapes a la Volta a Espanya
  - 1r del Premi de San Danielo-Po
  - 1r del Premi de Lecco
  - 1r del Premi de Valeggio
  - 1r del Premi de Cesano Maderno
- 1959
  - Vencedor d'una etapa del Gran Premio Ciclomotoristico
  - Vencedor d'una etapa a la París-Niça
  - 1r a la Milà-Màntua
  - 1r al Premi d'Acqui-Terme
  - 1r al Premi de Rho
- 1960
  - Vencedor d'una etapa al Giro d'Itàlia
  - Vencedor d'una etapa del Gran Premio Ciclomotoristico
  - 1r al Giro de l'Emilia
  - 1r al Trofeu Fenaroli
  - 1r al Premi de Cicognara
- 1961
  - Vencedor d'una etapa a la Menton-Roma
  - Vencedor d'una etapa als 3 dies del Sud
  - 1r al Gran Premi Faema
  - 1r al Premi de Bordighera
  - 1r al Premi de San Danielo
  - 1r al Premi de Lavis
- 1962
  - 1r de la Copa Bernocchi
  - 1r del Trofeu Matteotti
  - 1r a la Milà-Màntua
- 1963
  - Vencedor d'una etapa al Giro d'Itàlia
  - Vencedor de 2 etapes a la Volta a Luxemburg
  - 1r del Trofeu Matteotti
  - 1r del Circuit del Centenari
  - 1r al Premi de Corsico
  - 1r al Premi de Nova-Ligúria
  - 1r al Premi de Sacconago
- 1965
  - 1r al Premi de Stazzano
  - 1r al Premi de Solesino
  - 1r al Premi de Casale

### Resultat al Giro d'Itàlia
- 1954. Abandona
- 1955. 22è de la classificació general
- 1956. 16è de la classificació general i vencedor d'una etapa
- 1957. 29è de la classificació general
- 1958. 23è de la classificació general i vencedor d'una etapa
- 1959. 53è de la classificació general
- 1960. 37è de la classificació general i vencedor d'una etapa
- 1961. 67è de la classificació general
- 1962. 46è de la classificació general
- 1963. 77è de la classificació general i vencedor d'una etapa
- 1964. 91è de la classificació general
- 1965. 72è de la classificació general

### Resultat al Tour de França
- 1956. 55è de la classificació general
- 1957. 23è de la classificació general i vencedor de 2 etapes
- 1958. 63è de la classificació general i vencedor de 3 etapes
- 1959. 60è de la classificació general
- 1960. 68è de la classificació general
- 1962. 62è de la classificació general

### Resultat a la Volta a Espanya
- 1955. 27è de la classificació general i vencedor de 2 etapes
- 1958. 37è de la classificació general i vencedor de 2 etapes